# 今野紀雄
今野 紀雄（こんの のりお、1957年 - ）は、日本の数学者。横浜国立大学名誉教授。研究テーマは、量子ウォーク、無限粒子系、複雑ネットワーク。
東京都江戸川区平井生まれ。神奈川県立湘南高等学校卒業。東京大学理学部数学科卒業。東京工業大学大学院理工学研究科博士課程単位取得後退学。博士（理学）。室蘭工業大学数理科学共通講座助教授、コーネル大学数理科学研究所客員研究員を経て、横浜国立大学大学院工学研究院教授。現在は同大学名誉教授、立命館大学客員教授、日本大学、放送大学非常勤講師。日本数学会、日本物理学会、日本応用数理学会、日本数理生物学会所属。2018年度日本数学会解析学賞を受賞（業績題目「量子ウォークの数学的研究とその応用」）。

## 書籍
- 『格子グラフと確率モデル』 日本評論社、2025年7月 ISBN 978-4535790421（単著）
- 『量子ウォークからゼータ対応へ - ゼータ関数を通して眺める数理モデル』 日本評論社、2022年9月 ISBN 978-4535789777（単著）
- 『パス幾何学 - ランダムウォークによる逆正弦則の数理』 日本評論社、2021年9月 ISBN 978-4535789388（単著）
- 『サクッとわかる ビジネス教養 統計学』 新星出版社、2021年3月 ISBN 978-4-405-12012-9（監修）
- 『量子探索 - 量子ウォークが拓く最先端アルゴリズム』 近代科学社、2021年2月 ISBN 978-4-4679-0630-3（単著）
- 『未解決問題から楽しむ数学』 技術評論社、2020年11月 ISBN 978-4297116675（共著）
- 『身の回りを数学で説明する事典』 ニュートンプレス、2020年10月 ISBN 978-4-315-52280-8（監訳）
- 『量子ウォークによる時系列解析』 日本評論社、2020年9月 ISBN 978-4-535-78900-5（単著）
- 『データの達人 表とグラフを使いこなせ！ (1) : くらべてみよう！ 数や量』 ポプラ社、2020年4月 ISBN 978-4-591-16517-1（監修）
- 『データの達人 表とグラフを使いこなせ！ (2) : 予想してみよう！ 数値の変化』 ポプラ社、2020年4月 ISBN 978-4-591-16518-8（監修）
- 『データの達人 表とグラフを使いこなせ！ (3) : 組み合わせよう！ いろんなデータ』 ポプラ社、2020年4月 ISBN 978-4-591-16519-5（監修）
- 『データの達人 表とグラフを使いこなせ！ (4) : たしかめよう！ 予想はホントかな？』 ポプラ社、2020年4月 ISBN 978-4-591-16520-1（監修）（注：『データの達人（全4巻）』（監修、ポプラ社、2020年4月）が 第22回 学校図書館出版賞 を受賞。受賞者は発行所のポプラ社）
- 『データサイエンス』 ニュートンプレス、2020年1月 ISBN 978-4315522037（監訳）
- 『量子ウォークの新展開 - 数理構造の深化と応用』 培風館、2019年8月 ISBN 978-4-563-01162-8（共編著）
- 『ニュートン式 超図解 最強に面白い!! 対数』 ニュートンプレス、2019年7月 ISBN 978-4315521757（監修）
- 『ニュートン式 超図解 最強に面白い!! 統計』 ニュートンプレス、2019年6月 ISBN 978-4315521658（監修）
- 『微分積分 最高の教科書』 ソフトバンククリエイティブ、2019年5月 ISBN 978-4815601515（単著）
- 『統計学 最高の教科書』  ソフトバンククリエイティブ、2019年4月 ISBN 978-4797395334（単著）
- 『ニュートン式 超図解 最強に面白い!! 確率』 ニュートンプレス、2019年4月 ISBN 978-4315521603（監修）
- 『数はふしぎ』  ソフトバンククリエイティブ、2018年10月 ISBN 978-4797393385（単著）
- 『ざっくりわかるトポロジー』 ソフトバンククリエイティブ、2018年3月 ISBN 978-4797364446（共著）
- 『四元数』 森北出版、2016年12月 ISBN 978-4-627-05441-7（単著）
- 『量子ウォーク』 森北出版、2014年9月 ISBN 978-4-627-06161-3（単著）
- 『横浜発 確率・統計入門』 産業図書、2014年9月 ISBN 4782805128（共著）
- 『ランダム　グラフ　ダイナミクス―確率論からみた複雑ネットワーク』 産業図書、2011年12月 ISBN 478280511X（共訳）
- 『マンガでわかる複雑ネットワーク　巨大ネットワークがもつ法則を科学する』 ソフトバンククリエイティブ、2011年2月 ISBN 4797356413（共著）
- 『複雑ネットワーク―基礎から応用まで』 近代科学社、2010年4月 ISBN 4764903636（共著）
- 『オズの数学』 産業図書、2009年6月 ISBN 4782805101（共訳）
- 『マンガでわかる統計入門 中学数学だけで理解できる!』 ソフトバンククリエイティブ、2009年4月 ISBN 4797350342（単著）
- 『Quantum Walks. In: Quantum Potential Theory, Franz, U., and Schürmann, M., Eds., Lecture Notes in Mathematics: Vol. 1954, pp. 309–452』 Springer、2008年11月 ISBN 3540693645（共著）
- 『図解入門 よくわかる複雑ネットワーク』 秀和システム、2008年11月 ISBN 4798021385（共著）
- 『よくわかるマンガ微積分教室』 講談社、2008年7月 ISBN 4061542907（監修）
- 『複雑ネットワーク入門』 講談社、2008年5月 ISBN 4061557807（共著）
- 『無限粒子系の科学』 講談社、2008年4月 ISBN 4061539752（単著）
- 『量子ウォークの数理』 産業図書、2008年2月 ISBN 478280508X（単著）
- 『微分・積分を楽しむ本(愛蔵版)』 PHP研究所、2006年9月 ISBN 4569657028（監修）
- 『図解雑学 複雑系』 ナツメ社、2006年3月 ISBN 4816340882（単著）
- 『「複雑ネットワーク」とは何か』 講談社、2006年2月 ISBN 4062575116（共著）
- 『確率過程の基礎』 シュプリンガーフェアラーク東京、2005年5月 ISBN 4431710922（共訳）
- 『[図解]微分・積分がみるみるわかる本』 PHP研究所、2005年2月 ISBN 4569637434（監修）
- 『複雑ネットワークの科学』 産業図書、2005年2月 ISBN 4782851510（共著）
- 『図解雑学 確率』 ナツメ社、2004年4月 ISBN 4816336737（単著）
- 『「微分・積分」を楽しむ本―速度メーターから桜の開化予測まで、身近な話題でやさしく理解』 PHP研究所、2002年12月 ISBN 4569578632（監修）
- 『コンタクト・プロセスの相転移現象―相関不等式法とハリスの補題法』 横浜図書、2002年3月 ISBN 4946552073（単著）
- 『マルコフ連鎖から格子確率モデルへ―現代確率論の基礎と応用』 シュプリンガーフェアラーク東京、2001年12月 ISBN 4431708650（共訳）
- 『図解雑学 数の不思議』 ナツメ社、2001年3月 ISBN 4816329730（単著）
- 『カオスと偶然の数学―ランダムネス、確率、そして複雑性へ』 白揚社、2000年9月 ISBN 4826900988（監訳）
- 『図解雑学 確率モデル』 ナツメ社、2000年3月 ISBN 4816327797（単著）
- 『図解雑学 統計』 ナツメ社、1999年3月 ISBN 4816325778（単著）
- 『図解雑学 複雑系』 ナツメ社、1998年3月 ISBN 4816323899（単著）
- 『図解雑学 わかる微分・積分』 ナツメ社、1998年2月 ISBN 4816323600（単著）
- 『図解雑学 確率』 ナツメ社、1997年9月 ISBN 4816322841（単著）
- 『確率モデルって何だろう―複雑系科学への挑戦』 ダイヤモンド社、1995年11月 ISBN 4478830088（単著）
- 『Phase Transitions of Interacting Particle Systems』 World Scientific Pub Co Inc、1995年4月 ISBN 9810220766（単著）

## 参考資料
- 教員紹介（2011年2月16日アーカイブ） - 国立国会図書館Web Archiving Project
- 今野紀雄-PHP研究所